# Henry Pelham
Henry Pelham (n. 25 septembrie 1694, Laughton⁠(d), Wealden, Anglia, Regatul Unit – d. 6 martie 1754, Londra, Regatul Marii Britanii) a fost un politician britanic, prim ministru al Marii Britanii în perioada 1743-1754.
A fost ales în Parlament în 1717, iar ca adept al lui Robert Walpole, a devenit ministru de război (1724) și casier al armatei (1730).